# Adolf Winkelmann (Physiker)

Adolf Winkelmann

Adolf August Winkelmann (* 17. Oktober 1848 in Dorsten/Westfalen; † 24. Juli 1910 in Jena) war ein deutscher Physiker.

## Leben
Winkelmann stammte aus einer katholischen Familie und war der Sohn des Kreisgerichtsrates in Dorsten, Christoph Adolph Winkelmann (* 13. November 1813 in Münster; † 29. September 1883 ebd.) und dessen Frau Agnes Franziska Maria Antonia Schem (* 5. Juli 1821 in Warendorf; † 24. Dezember 1905 in Münster). Er hatte seine Ausbildung auf dem Progymnasium seiner Vaterstadt absolviert und diese Ausbildung am Gymnasium in Münster (Westfalen) fortgesetzt. Nachdem er im Herbst 1867 sein Abschlussexamen absolviert hatte, studierte er an der Bonn, seit dem 24. April 1869 an der Heidelberg und später an der Universität Berlin Mathematik und Physik. Während seiner Studienzeit war er in den Militärdienst eingetreten und hatte sich am Deutsch-Französischen Krieg beteiligt, wobei er die Belagerung von Paris mitmachte. 1871 wurde er aus dem Militärdienst entlassen und hielt sich ein Semester lang in Aachen auf. In Bonn hatte er am 19. Juli 1872 mit der Arbeit Ueber den Wärmeverbrauch beim Auflösen von Salzen und die specifischen Wärmen von Salzlösungen zum Doktor der Philosophie promoviert, wurde 1873 Assistent an der Technischen Hochschule Aachen und habilitierte sich dort als Dozent für Mathematik und Physik. 1877 wurde er als Nachfolger von Wilhelm Conrad Röntgen ordentlicher Professor an der Landwirtschaftlichen Akademie Hohenheim. Von 1886 bis 1909 war Winkelmann als Nachfolger von Leonhard Sohncke ordentlicher Professor und Direktor des Physikalischen Instituts der Universität Jena.
Er wurde zum geheimen Hofrat ernannt und war im Wintersemester 1894/95 sowie im Sommersemester 1904 Rektor der Universität Jena. Am 18. August 1884 wurde Winkelmann Mitglied der Leopoldina, erhielt die preußische Landwehrdienstauszeichnung 2. Klasse, die preußische Zentenarmedaille und wurde Ritter des herzoglich sächsischen Hausordens vom weißen Falken.
Winkelmann arbeitete vor allem auf den Gebieten der Wärmeleitung in Gasen und der Diffusion von Gasen und Dämpfen, der spezifischen Wärme und der Lösungswärme von Flüssigkeiten, der anomalen Dispersion. Zusammen mit Otto Schott studierte er die Zusammensetzung verschiedener Gläser und zeigte wichtige Eigenschaften der Röntgenstrahlen auf.
Eine Crookes-(Gasentladungs-)Röhre mit 2 Kathoden auf in unterschiedlichen Farben floureszierende Mineralien wirkend wird Vakuum-Doppelkugel nach Winkelmann genannt.
Winkelmann war Herausgeber des Handbuchs der Physik bei Ambrosius Barth in Leipzig, erschien in erster Auflage 1890 bis 1896 und in zweiter 1905 bis 1908. Die zweite Auflage hatte 6 Bände (Allgemeine Physik in zwei Teilen, Akustik, Wärme, Elektrizität und Magnetismus in zwei Teilen, Optik). Mitarbeiter waren Richard Abegg, Felix Auerbach, Azeglio Bemporad, Ferdinand Braun, Eugen Brodhun, Matthias Cantor, Theodor Des Coudres, Siegfried Czapski, Paul Drude, Paul Duden, Otto Eppenstein, Karl Exner, Wilhelm Feußner, Hans Gerdien, Leo Graetz, Gustav Jäger, Heinrich Gustav Johannes Kayser, Robert Luther, Friedrich Franz Martens, Franz Melde, Anton Oberbeck, Johannes Pernet, Friedrich Pockels, Carl Pulfrich, Ludwig M. Rellstab, Moritz von Rohr, Otto Sackur Richard Schüttauf (Zeiss, Jena), Johannes Stark, Hellmuth von Steinwehr, Franz Stenger, Rudolf Straubel und Karl Waitz.
Er verfasste die Biografie Ernst Abbe (Adolph Winkelmann, Gustav Fischer, Jena 1905).
Adolf Winkelmann starb nach langem Leiden am 24. Juli 1910 im Jahr nach seiner Emeritierung in Jena. Sein Leichnam wurde in seine Heimat überführt und in Münster beigesetzt.
Aus seiner am 27. August 1878 geschlossenen Ehe mit Maria (Mimi) Theresia Sträter (* 13. April 1855 in Münster (Westfalen)/(Aachen); † 23. Dezember 1925 in München), die Tochter des Arztes und Kunstsammlers Jodocus August Anton Franz Theodor Sträter (* 13. Juni 1810 in Rheine; † 13. Februar 1897 in Aachen) und dessen Frau Bertha Emilie Charlotte van Forckenbeck (* 5. November 1829 in Helsingør/Dänemark; † 19. Oktober 1891 in Aachen), stammen drei Töchter. Die Tochter Bertha Winkelmann (* 9. September 1881) verheiratete sich am 6. Februar 1904 mit Wilhelm Bischoff (* 5. November 1875 in Altenessen; † 9. Juni 1920 in Bad Nassau) in Gelsenkirchen, die Tochter Franziska (Franka) Auguste Antonia Cecilie Winkelmann (* 4. Juli 1883 in Hohenheim (Stuttgart); † 19. April 1954 in Frankfurt am Main) verheiratete sich am 24. Oktober 1905 in Jena mit dem Leidener Chemiker Peter August Driessen (* 4. Juni 1871 in Leiden (Stadt); † 21. April 1935 in Frankfurt am Main) und man kennt die Tochter Else Winkelmann (* 1. Oktober 1886).